# Contracciones de Braxton Hicks
Las contracciones de Braxton Hicks, también conocidas como parto falso, son contracciones uterinas esporádicas durante el embarazo. Si bien pueden comenzar al principio del embarazo, generalmente no se sienten hasta después de las 20 semanas de gestación. Son una parte normal del embarazo y generalmente se vuelven más frecuentes cerca del parto.
Si bien genera incomodidad, generalmente, el dolor solo se siente en la parte anterior del abdomen. Pueden ocurrir varias veces al día y durar unos 30 segundos. A diferencia del parto, no se vuelven más intensas, más frecuentes ni prolongadas. También pueden resolverse bebiendo líquidos o descansando.
Se desconoce su etiología, aunque pueden desencadenarlas la actividad física, la vejiga llena o la deshidratación. El diagnóstico puede respaldarse con el examen vaginal al encontrar solo parte del útero contrayéndose sin dilatación cervical. Llevan el nombre de John Braxton Hicks, el médico inglés que las describió por primera vez en la medicina occidental.